# 4-й Участок
4-й Участок (ранее 4-й посёлок канала им. Москвы) — посёлок сельского типа в Дмитровском районе Московской области, в составе городского поселения Дмитров. До 2006 года посёлок входил в состав Кузяевского сельского округа.

## Расположение
Посёлок расположен в южной части района, у границы с Мытищинским, примерно в 18 км южнее Дмитрова, у восточного берега канала им. Москвы, высота центра над уровнем моря 176 м. Ближайшие населённые пункты — Игнатово на севере, посёлок 3-й Участок на юге и Пчёлка, Мытищинского района, на юго-востоке.

## Население
| 2002 | 2006 | 2010 |
| ---- | ---- | ---- |
| 6    | →6   | ↘0   |